# Ален Москоні
Ален Москоні (фр. Alain Mosconi, 9 вересня 1949) — французький плавець.
Призер Олімпійських Ігор 1968 року, учасник 1972 року.
Призер Чемпіонату Європи з водних видів спорту 1966, 1970 років.